# Приквел франшизы
«Приквел франшизы» — четвёртый эпизод двадцать первого сезона мультсериала «Южный Парк». Вышел 11 октября 2017 года в США. Серия предваряла собой выход компьютерной игры South Park: The Fractured But Whole, который состоялся 17 октября.
Премьера в России прошла 19 октября на телеканале Paramount Comedy, из серии был вырезан эпизод с Владимиром Путиным. В прошлом сезоне подобная ситуация была с серией «Только для участников».

## Сюжет
Эрик Картман и его одноклассники опять играют в «Енота и друзей». Они хотят предложить компании Netflix запустить по их идее супергеройский сериал. В это время кто-то начинает придумывать фальшивые негативные новости про «Енота и друзей» и распространяет их через Facebook. В Netflix детям отвечают, что не могут дать «зелёный свет» их сериалу, из-за плохих новостей о них в интернете. За фейковыми новостями стоит Профессор Хаос (злое альтер эго Баттерса). Мальчики просят Баттерса прекратить клеветать на них и даже обещают ему эпизодическую роль в своём сериале. Баттерс отказывается и вообще создаёт целую «фабрику троллей» в заброшенном супермаркете. Другие дети Южного Парка не в состоянии отличить правду от лжи и верят всему, что пишут о «Еноте и друзьях» в интернете. Взрослые также верят выдуманным новостям и боятся за своих детей, которые также читают это на Facebook. Взрослые решают пригласить в город главу этой социальной сети Марка Цукерберга, чтобы поговорить с ним о том, как можно оградить детей от негативной информации в социальных сетях.
Цукерберг прибывает в Южный Парк. Во всех вопросах горожан к себе он видит только попытку «заблокировать» его, Цукерберга. На все вопросы Марк отвечает, что «заблокировать» его невозможно и вообще у него есть свой «стиль». Затем Цукерберг отправляется бродить по городу, попутно вторгаясь в личное пространство других людей. Например, он без спроса заходит в дома, лазит по холодильнику или ложится в чужие кровати. Между тем, мальчики узнают, что Баттерс заплатил Цукербергу за свою защиту, поэтому удалить выдуманные новости о них из Facebook нельзя. Тогда дети решают создать фейковую новость про самого Цукерберга. «Енот и друзья» нападают на Цукерберга на улице, но Марк быстро раскидывает их. В это время Картман начинает причитать, что Цукерберг не любит инвалидов, чёрных и евреев. Поскольку попутно весь этот бой транслировался онлайн на Facebook, Цукерберг впадает в панику и отключает сайт, чтобы предотвратить дальнейшее распространение этого видео. Отец Баттерса узнает, что фальшивые новости придумывал и писал в интернете его сын. Он привозит Баттерса в Москву и при нём отчитывает в Кремле Владимира Путина, так как считает, что лгать в интернете Баттерс научился именно от него.
Кроме сериала о «Еноте и друзьях», для Netflix Картман придумал целую супергеройскую франшизу, где будут ещё отдельные фильмы про некоторых супергероев. На этой почве у детей разгорается конфликт, так как каждый хочет про себя отдельный фильм. Команда «Енот и друзья» снова распадается. Между супергероями начинается гражданская война.

## Приём
- Джесси Шедин из IGN оценил эпизод на 8 из 10, сказав: «Это не самый сильный эпизод сезона. Серия „Приквел франшизы“ служит приятным введением в игру The Fractured But Whole, а также сосредотачивается вокруг недавних споров насчёт Facebook. От этого эпизода можно было бы ожидать большего, учитывая его пародию на Марка Цукерберга. Однако возвращение Профессора Хаоса, едкая критика фейковых новостей и взрослых, которые их читают, а также потрясающий финал, более чем компенсировали любые проблемы»[1].
- Джереми Ламберт с сайта 411 Mania оценил эпизод на 5 из 10, заявив: «Трудно судить „Приквел франшизы“, учитывая, что он на 100 % связан с выпуском на следующей неделе видеоигры The Fractured But Whole. Некоторые из вещей, которые казалось взяты из ниоткуда и бессмысленны в сегодняшнем эпизоде, могут иметь смысл в игре». Он также добавил, что эпизод «может быть приквелом к игре или это может быть 30-минутная реклама для игры. В любом случае серия не была обычным эпизодом „Южного Парка“»[2].
- Дэн Кэффри с сайта The A.V. Club поставил эпизоду C+, комментируя, что «В конце „Приквел франшизы“ делает уколы византийским планам Marvel с их кинематографической вселенной, а также нашему собственному соучастию в проблеме с фейковыми новостями, когда мы так часто доверяем постам на Facebook. Но ни один из этих элементов не более, чем просто небольшая сцена. Большая же часть серии сосредоточена на детях, которые притворяются супергероями, и я полагаю, что это хорошая реклама для видеоигры»[3].